# Boban Jović
Boban Jović (Celje, 25 juni 1991) is een Sloveens voormalig voetballer die doorgaans speelde als rechtsback. Tussen 2008 en 2019 was hij actief voor Aluminij, Olimpija Ljubljana, Wisła Kraków, Bursaspor en Śląsk Wrocław. Jović maakte in 2016 zijn debuut in het Sloveens voetbalelftal en kwam uiteindelijk tot vier interlandoptredens.

## Clubcarrière
Jović speelde in de jeugd van Aluminij en in het seizoen 2008/09 maakte hij zijn debuut in het eerste elftal. De rechtsback zou dat jaar tot elf competitiewedstrijden komen en hierop vertrok hij naar Olimpija Ljubljana. Bij die club, uitkomend op het hoogste niveau, speelde Jović in zijn eerste seizoen zestien wedstrijden, maar daarna vier jaargangen lang minimaal dertig officiële duels. In zowel het seizoen 2011/12 als het seizoen 2012/13 werd Olimpija tweede in de Prva Liga achter Maribor. In de winterstop van 2014/15 werd Jović aangetrokken door Wisła Kraków. In twee jaar tijd speelde hij eenenzestig competitiewedstrijden, waarvan zestig als basisspeler. De Sloveen verkaste in januari 2017 naar Bursaspor. Bij de Turkse club zette hij zijn handtekening onder een verbintenis voor de duur van tweeënhalf jaar. Na een halfjaar huurde Śląsk Wrocław hem voor één seizoen. In januari 2019 besloten Bursaspor en Jović uit elkaar te gaan. Aan het einde van dat jaar besloot Jović op achtentwintigjarige leeftijd een punt te zetten achter zijn actieve loopbaan.

## Clubstatistieken
| Seizoen | Club               | Competitie  | Competitie | Competitie | Beker | Beker | Internationaal | Internationaal | Totaal | Totaal |
| Seizoen | Club               | Competitie  | Wed.       | Dlp.       | Wed.  | Dlp.  | Wed.           | Dlp.           | Wed.   | Dlp.   |
| ------- | ------------------ | ----------- | ---------- | ---------- | ----- | ----- | -------------- | -------------- | ------ | ------ |
| 2008/09 | Aluminij           | Druga Liga  | 11         | 1          | 0     | 0     | —              | —              | 11     | 1      |
| 2009/10 | Olimpija Ljubljana | Prva Liga   | 16         | 0          | 0     | 0     | —              | —              | 16     | 0      |
| 2010/11 | Olimpija Ljubljana | Prva Liga   | 30         | 4          | 0     | 0     | 2              | 0              | 32     | 4      |
| 2011/12 | Olimpija Ljubljana | Prva Liga   | 30         | 0          | 1     | 0     | 5              | 1              | 36     | 1      |
| 2012/13 | Olimpija Ljubljana | Prva Liga   | 27         | 4          | 2     | 0     | 4              | 0              | 33     | 4      |
| 2013/14 | Olimpija Ljubljana | Prva Liga   | 29         | 2          | 3     | 0     | 2              | 0              | 34     | 2      |
| 2014/15 | Olimpija Ljubljana | Prva Liga   | 18         | 0          | 3     | 0     | —              | —              | 21     | 0      |
| 2014/15 | Wisła Kraków       | Ekstraklasa | 16         | 0          | 0     | 0     | —              | —              | 16     | 0      |
| 2015/16 | Wisła Kraków       | Ekstraklasa | 32         | 1          | 1     | 0     | —              | —              | 33     | 1      |
| 2016/17 | Wisła Kraków       | Ekstraklasa | 13         | 0          | 3     | 0     | —              | —              | 16     | 0      |
| 2016/17 | Bursaspor          | Süper Lig   | 6          | 0          | 2     | 0     | —              | —              | 8      | 0      |
| 2017/18 | → Śląsk Wrocław    | Ekstraklasa | 3          | 0          | 1     | 0     | —              | —              | 4      | 0      |
| 2018/19 | Bursaspor          | Süper Lig   | 0          | 0          | 0     | 0     | —              | —              | 0      | 0      |
| Totaal  | Totaal             | Totaal      | 231        | 12         | 16    | 0     | 13             | 1              | 260    | 13     |

## Interlandcarrière
Jović maakte zijn debuut in het Sloveens voetbalelftal op 30 mei 2016, toen met 0–0 gelijkgespeeld werd tegen Zweden. De vleugelverdediger mocht van bondscoach Srečko Katanec vijf minuten voor het einde van de wedstrijd invallen voor Nejc Skubic. De andere debutant dit duel was Rok Kronaveter (Olimpija Ljubljana).
| Interlands van Boban Jović voor Slovenië | Interlands van Boban Jović voor Slovenië | Interlands van Boban Jović voor Slovenië | Interlands van Boban Jović voor Slovenië | Interlands van Boban Jović voor Slovenië | Interlands van Boban Jović voor Slovenië | Interlands van Boban Jović voor Slovenië |
| №                                        | Datum                                    | Wedstrijd                                | Uitslag                                  | Competitie                               | Goals                                    |                                          |
| Als speler bij Wisła Kraków              | Als speler bij Wisła Kraków              | Als speler bij Wisła Kraków              | Als speler bij Wisła Kraków              | Als speler bij Wisła Kraków              | Als speler bij Wisła Kraków              | Als speler bij Wisła Kraków              |
| ---------------------------------------- | ---------------------------------------- | ---------------------------------------- | ---------------------------------------- | ---------------------------------------- | ---------------------------------------- | ---------------------------------------- |
| 1                                        | 30 mei 2016                              | Zweden – Slovenië                        | 0 – 0                                    | Vriendschappelijk                        |                                          |                                          |
| 2                                        | 5 juni 2016                              | Slovenië – Turkije                       | 0 – 1                                    | Vriendschappelijk                        |                                          |                                          |
| 3                                        | 11 november 2016                         | Malta – Slovenië                         | 0 – 1                                    | WK 2018 kwalificatie                     |                                          |                                          |
| 4                                        | 14 november 2016                         | Polen – Slovenië                         | 1 – 1                                    | Vriendschappelijk                        |                                          |                                          |